# Liste von Prinzen namens Alfons

## Prinzen von Spanien
- Alfons von Kastilien wurde am 15. September 1453 als Sohn von Johann II. von Kastilien und dessen zweiter Gemahlin Isabella von Portugal geboren und starb am 5. Juli 1468. Er wurde, als Gegenkönig und Thronanwärter von Heinrich IV. von Kastilien, Alfons XII. genannt.
- Alfons wurde am 22. September 1611 als vierter Sohn von Philipp III. von Spanien und dessen Gemahlin Margarethe von Österreich geboren und starb am 16. September 1612.
- Alfons Karl I. Ferdinand Joseph Johann Pius wurde am 12. September 1849 in London als zweiter Sohn von Johann von Molina und dessen Gemahlin Maria von Este geboren und starb am 29. September 1936. Er trug den Titel eines Herzogs von San Jaime. Alfons heiratete Maria das Neves von Portugal.
- Alfons Pio wurde am 10. Mai 1907 als ältester Sohn von Alfons XIII. von Spanien und dessen Gemahlin Victoria Eugénie von Battenberg geboren, und starb am 6. September 1938. Er war Fürst von Asturien. Alfons heiratete in erster Ehe Edelmira Sampedro. In zweiter Ehe vermählte er sich mit Marta Rocafort. Beide Ehen blieben kinderlos.
- Alfons Jakob wurde am 20. April 1936 als ältester Sohn von Jakob Luitpold von Spanien und dessen erster Gemahlin Viktoria von Dampierre geboren und starb am 30. Januar 1989. Er war Herzog von Cádiz. Alfons heiratete Maria del Carmen Martinez Franco, die ihm die Kinder Franz und Ludwig Alfons (* 25. April 1974) schenkte.

## Prinzen von Sizilien
- Alfons von Hauteville (* 1120; † 1144), Prinz von Capua (1135) und Sohn von Roger, König von Sizilien.